# Monastère des Augustines
L'ancien monastère des Augustines est un ancien monastère situé en France sur la commune de Vals-près-le-Puy, dans la région Auvergne-Rhône-Alpes.

## Localisation
L'ancien monastère est situé dans le département français de la Haute-Loire, sur la commune de Vals-près-le-Puy, dans l'ancienne région administrative d'Auvergne.

## Historique
L'intense flux de pèlerins et de voyageurs a conduit à la création de la maladrerie Saint-Benoît, relevant de l'abbaye de Pébrac dès 1200. Les moines augustins de Saint-Benoît de Val ont contribué à l'établissement des religieuses augustines de Val vers 1313. Progressivement, le couvent a étendu ses domaines et ses structures. En 1419, il est envahi par les Bourguignons. D'importantes restaurations sont entreprises en 1601. En 1794, le couvent est vendu comme bien national. Les Jésuites s'y installent en 1828 et y effectuent des aménagements, notamment l'agrandissement de divers bâtiments et la construction de la chapelle des Jésuites vers 1870, ornée d'un travail artistique sur bois.

## Description
Aucun vestige ne subsiste de la période de fondation du couvent, à l'exception possible de la voûte appareillée reliant la porte et l'escalier C jusqu'à l'église par un passage souterrain. Les structures, qui forment un agencement quelque peu complexe, deviennent perceptibles à partir du XVIIe siècle. Ces bâtiments ont été prolongés aux alentours de 1650, puis en 1700 et en 1781.

## Valorisation du patrimoine
La municipalité de la commune, consciente du risque de voir les vestiges délaissés de l'ancien monastère disparaître, a pris la décision de les acquérir en 1969. Ces pierres restaurées font désormais partie intégrante de la structure de l'hôtel de ville.

## Protection
Les deux portes à bossages (porte d'entrée sur la place et porte intérieure donnant accès à l'escalier), ainsi que l'escalier intérieur à balustres torses sont classés au titre des monuments historiques par arrêté du 15 mars 1973.